# Robert Wilson Shufeldt junior

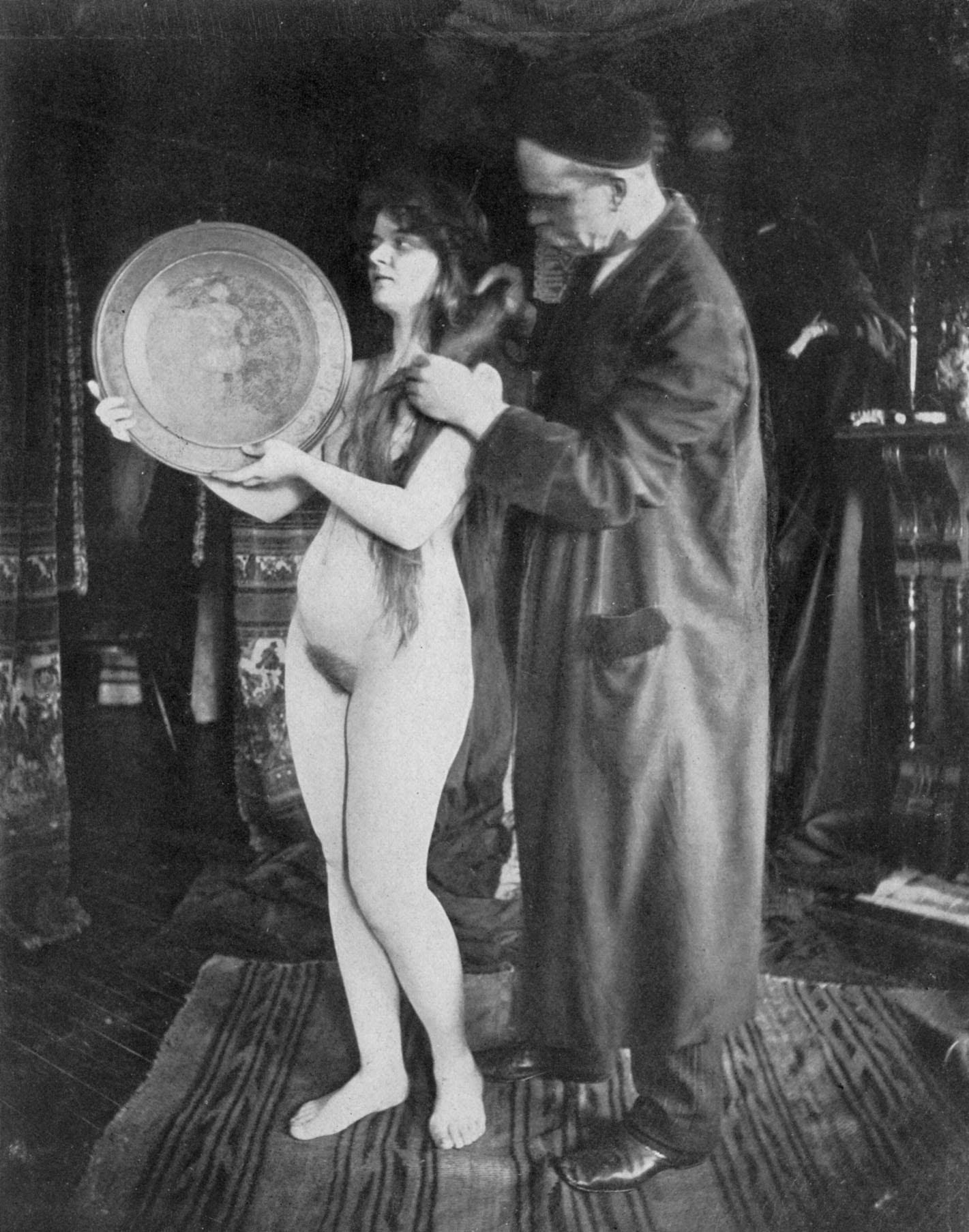
Robert Wilson Shufeldt mit einem Aktmodell in seinem Atelier in New York City

Robert Wilson Shufeldt (* 1. Dezember 1850 in New York City; † 21. Januar 1934 in Washington, D.C.) war ein US-amerikanischer Ornithologe, Arzt und Offizier der Armee.

## Leben
Shufeldt war der Sohn des Flottenadmirals und Hobby-Ornithologen Robert Wilson Shufeldt senior (1822–1895) und seiner Frau Sarah H. Abercrombie Shufeldt. In den späten 1850er Jahren zog die Familie nach Stamford (Connecticut) und während des Sezessionskrieges nach Kuba. In seiner Jugendzeit entwickelte Shufeldt ein Interesse für Ornithologie und Insektenkunde und baute eine Insektensammlung auf. Von 1870 bis 1873 besuchte er die Cornell University; drei Jahre später erlangte er seinen M.D. (Doctor of Medicine) am Columbian College (heute George Washington University).
Shufeldts erster wissenschaftlicher Artikel, Osteology of the Burrowing Owl, erschien 1881. Viele seiner frühen Arbeiten wurden vom U.S. Geological Survey veröffentlicht. Anfang der 1880er Jahre diente er in verschiedenen Positionen am Army Medical Museum. 1904 wurde er zum Major befördert.
1876 heiratete Shufeldt Catherine Babcock, die 1892 starb. Eine weitere Ehe wurde drei Jahre später mit Florence Audubon geschlossen, aber bald geschieden. 1898 heiratete er schließlich Alfhild Dagny Lowum. Shufeldt hatte zwei Söhne.
1908 veröffentlichte Shufeldt das über 600-seitige, reichlich mit Aktfotografien bebilderte Werk Studies of the Human Form for Artists, Sculptors and Scientists. Er widmete das Werk dem Gynäkologen Carl Heinrich Stratz; beide Autoren übernahmen in ihren Werken oft Fotos des anderen.